# Phản ứng Barton–McCombie
Phản ứng đề-oxyhóa Barton-McCombie là một phản ứng hóa học hữu cơ trong đó một nhóm hydroxy trong hợp chất hữu cơ bị thay thế bởi một nhóm alkyl
. Phản ứng được đặt theo tên của nhà hóa học người Anh Sir Derek Harold Richard Barton (1918-1988) và Stuart W. McCombie.

## Cơ chế phản ứng
Cơ chế phản ứng của phản ứng Barton-McCombie yêu cầu một chất xúc tác tạo gốc tự do ở giai đoạn khơi mào và một bước phát triển mạch .Rượu 1 trước hết được chuyển hóa thành xanthate 2. Một chất phản ứng khác là tributyl thiếc hydride 3 phân hủy, dưới tác động của AIBN 8 thành gốc tự do tributyl thiếc 4. Gốc tự do này "kéo" nhóm xanthate ra khỏi 2 và tạo thành gốc alkyl tự do 5; sản phẩm còn lại xanthate tributyl của thiếc 7. Liên kết giữa lưu huỳnh và thiếc rất bền và tạo nên lực đẩy của phản ứng. Gốc alkyl tự do 5, đến lượt mình, lấy đi một nguyên tử hydrogen từ một phân tử tributyl thiếc hydride mới, tạo thành sản phẩm đề-oxi-hóa 6 và một gốc tự do mới cho quá trình phất triển mạch.

## Những thay đổi từ phản ứng ban đầu

### Thay đổi nguồn hydride
Một trong những hạn chế của phản ứng là việc sử dụng hydride của thiếc vốn là một chất độc, tốn kém và rất khó tách khỏi hỗn hợp phản ứng. Một trong những thay đổi được đề xuất là việc sử dụng anhydride tributyl của thiếc làm nguồn tạo gốc tự do và poly(methylhydridesiloxane) (PMMS) làm nguồn hydride . Phenyl chlorothionoformate cũng có thể được dùng để tạo ra carbonyl sulfide.

### Trialkyl borane
Phức chất trialkyl borane- nước cũng có thể được sử dụng như nguồn cung cấp nguyên tử hydrogen 
Trong vòng xúc tác này, phản ứng được khơi mào nhờ quá trình oxi-hóa của trialkylborane 3 trong không khí tạo nên gốc tự do methyl 4. Gốc tự do này phản ứng với xanthate 2 tao ra S-methyl-S-methyl dithiocarbonate 7 và gốc tự do trung gian 5. Gốc tự do 5 tổ hợp với hydrogen lấy từ (CH3)3B.H2O 3 tạo nên alkan 6; sản phẩm phụ là acid diethyl borinic và một gốc tự do methyl mới.

## Ứng dụng
Một trong những phiên bản cải tiến của phản ứng được sử dụng trong quá trình tổng hợp toàn phần hợp chất azadirachtin :
Một phiên bản khác của phản ứng sử dụng chất phản ứng imidazole 1,1'-thiocarbonyldiimidazole (TCDI), trong quá trình tổng hợp toàn phần pallescensin B 